# Edward Naylor
Edward Woodall Naylor (Scarborough (North Yorkshire), 9 de febrer, 1867 - Cambridge (Cambridgeshire), 7 de maig. 1934) va ser un organista i compositor anglès.

## Biografia
El pare d'Edward, John Naylor, era organista de York Minster. Edward Naylor va guanyar una beca coral a l'"Emmanuel College" de Cambridge, on va obtenir un BA el 1887. Del 1888 al 1892 va estudiar al Royal College of Music. Després de passar vuit anys com a organista de les esglésies de Londres "St. Michael's Church", Chester Square (1889) i "St. Mary's Church", Kilburn (1896), Naylor va tornar a Cambridge el 1898, on es va convertir en assistent de mestre a "The Leys School" i organista de l'"Emmanuel College". Naylor va viure a Cambridge fins a la seva mort el 1934.
Les seves composicions més importants van ser per a veus; la seva composició The Angelus, va guanyar el premi Ricordi per una òpera anglesa. La seva música d'església combina elements de la música dels segles XVI i XX. Naylor va ser considerat una autoritat en Shakespeare i la música, i va ser un dels primers exponents d'una major autenticitat musical.
El seu fill, Bernard Naylor (1907–1986) va ser el primer compositor (1948) que va viure al Canadà a emprar l'escriptura posttonal en la música coral, i va ser un dels pioners d'un anglès (anglican) (post tonal) realment contemporani de música de la catedral a mitjans del segle xx.

## Llista incompleta d'obres musicals
Música de cambra

- Quintet
- Piano Trio in D Minor.

Cors i orquestra

- Merlin and the Glen – Una escena, interpretada al Royal College of Music quan era estudiant.
- Requiem, Pax Dei, influenciat per Giuseppe Verdi i Charles Villiers Stanford, interpretat a Cambridge a 1913.
- Arthur the King – una cantata es va emetre a Harrogate a 1902.

Òpera

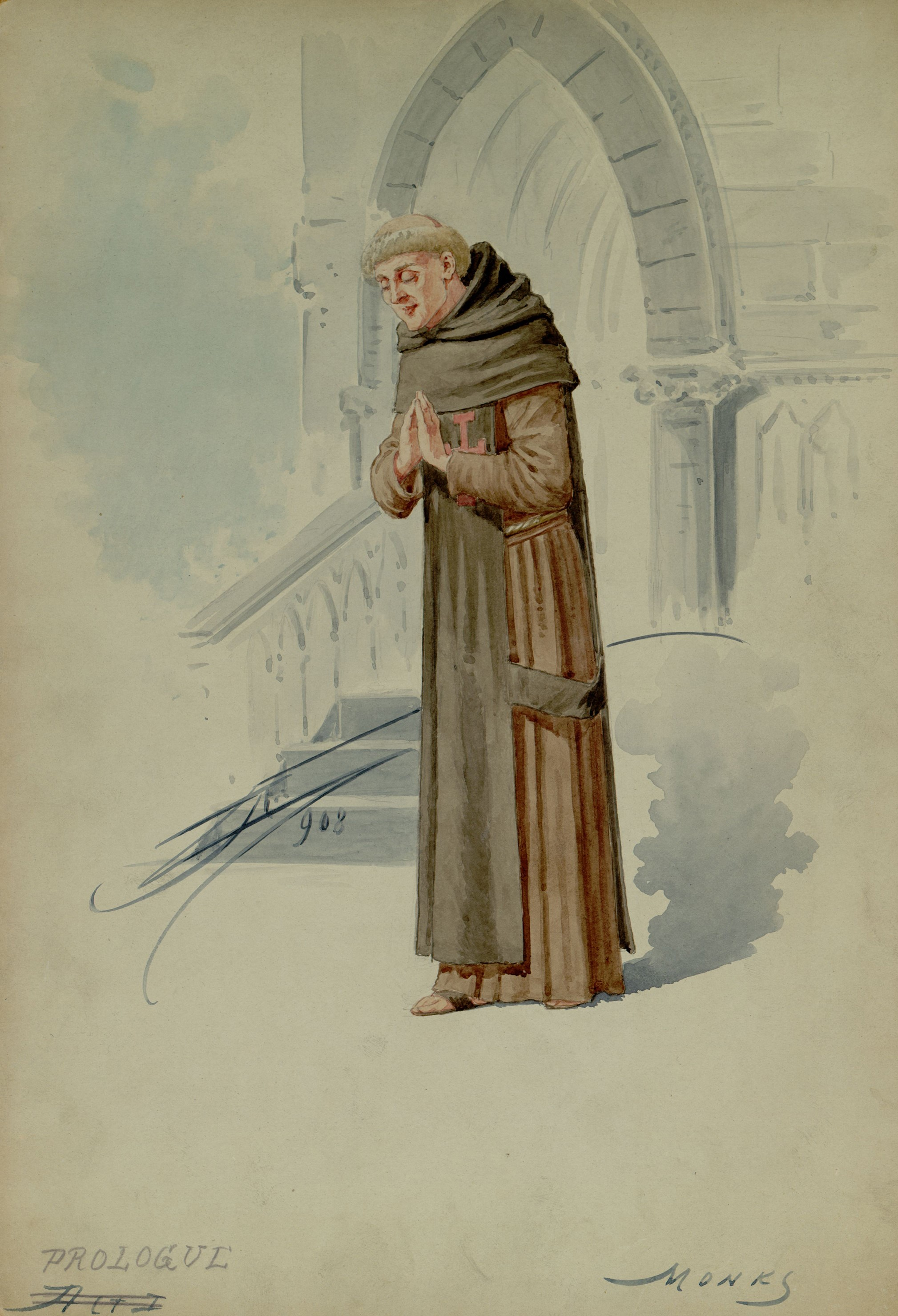
Monjos, disseny de vestuari per al pròleg de l'Angelus (1908).

- The Angelus – "A romantic òpera en un pròleg i quatre actes", interpretada a Covent Garden el 1909, reviscada per la Carl Rosa Opera Company el 1921. Llibret de Wilfrid Thornely. Va rebre un premi de 500 £ "oferit". dels senyors Ricordi & Co. per a una òpera original de la ploma d'un britànic nascut compositor".[3]

Música d'església

- A Hymn In Praise Of The Faith
- Eastern Monarchs – motet.
- I Will Cause The Shower – himne per a cor i orgue.
- Jubilate Deo in A – per a cor i orgue.
- Jubilate Deo in A-flat – per a veus masculines (TTBB) i orgue.
- Magnificat and Nunc Dimittis – per a doble cor, escrit en 1903.
- Magnificat and Nunc Dimittis – per a veus masculines (TTBB).
- Postlude in E-flat Major – per a orgue.
- Hear my prayer, O God (Psalm 55) – per cor i orgue.
- God Of Our Fathers, Known Of Old – himne de recessió, fixant el text de Rudyard Kipling.
- O Jerusalem, Look About Thee – himne per a cor i orgue.
- O Lord God to whom vengeance belongeth (Psalm 94) – per a cor i orgue.
- Te Deum in A – per a cor i orgue.
- Te Deum in E-flat – per a veus i orgue a l'uníson.
- This Is The Month Tonic
- Vox Dicentis – motet escrit el 1911.[4]
- We Have Heard With Our Ears – per a cor i orgue.
- Final Responses – per festival i temps normal.

Cançons

- The Merry Bells of Yule
- The Charge of the Light Brigade

Orquestral

- Variations in B Flat
- Tokugawa  – Obertura

Altres publicacions

- Shakespeare and Music: With Illustrations from the Music of the 16th and 17th Centuries per Naylor, Edward W., New York: AMS Press, 1965.
- The Poets and Music 1928.
- An Elizabethan Virginal Book 1905.